# Bečice (district de Tábor)
Pour les articles homonymes, voir Bečice.
Bečice (en allemand : Betschitz) est une commune du district de Tábor, dans la région de Bohême-du-Sud, en République tchèque. Sa population s'élevait à 79 habitants en 2020.

## Géographie
Bečice se trouve à 10 km à l'ouest-sud-ouest de Tábor, à 46 km au nord de České Budějovice et à 78 km au sud-sud-est de Prague.
La commune est limitée par Řepeč au nord, par Malšice à l'est, au sud et à l'ouest, et par Stádlec au nord-ouest.

## Histoire
La première mention écrite du village date de 1283.